# Буенавіста-дель-Норте
Буенавіста-дель-Норте (ісп. Buenavista del Norte) — муніципалітет в Іспанії, у складі автономної спільноти Канарські острови, у провінції Санта-Крус-де-Тенерифе, на острові Тенерифе. Населення — 5151 особа (2010).
Муніципалітет розташований на відстані близько 1800 км на південний захід від Мадрида, 60 км на захід від Санта-Крус-де-Тенерифе.
На території муніципалітету розташовані такі населені пункти: (дані про населення за 2010 рік)
- Буенавіста-дель-Норте: 3854 особи
- Лас-Кантерас: 197 осіб
- Лос-Каррісалес: 39 осіб
- Маска: 119 осіб
- Ель-Пальмар: 494 особи
- Лас-Портелас: 362 особи
- Тено: 86 осіб

## Демографія
Динаміка населення (INE ):

## Галерея зображень

Розташування муніципалітету